# Stella Seah Hui Xian
Stella Seah Hui Xian (nacida el 28 de octubre de 1992) es un cantante singapurense, que pertenece al "Ocean Butterflies International" (Singapur). Ella fue descubierta después de ganar en su primer concurso de canto en un reality show llamado "StarHub", de la "Academy Fantasia" en el 2012. Fue semifinalista del "Campus Superstar" en el 2007. Eso fue su perseverancia para continuar su carrera como cantante, además como patrocinadora anónima le habían proporcionado un financiamiento para su último año de estudios en obtener un Diploma en la escuela "LASALLE", en un programa de música.

## Carrera
En el 2007, fue representante del "CHIJ Katong Convent", en la segunda temporada del "Campus SuperStar", bajo el nombre de "Seah Hui Xian", en la que se ubicó en el tercer lugar dentro de la categoría femenina. Más adelante, estudió en la Escuela de Música Contemporánea de LASALLE. Ella fue elogiada por el director de esta Escuela, el Sr. Timothy O'Dwyer, para ofrecerle un futuro brillante en su carrera. El Sr. O'Dwyer, había admitido que Hui Xian, es una chica aparentemente tímida fuera de los escenarios, aunque ella ofreció buenas actuaciones, gracias a su formación en la escuela LASALLE, en sus últimos años académicos.
En el 2012, participó en el "Seah", un concurso organizado por "StarHub TV Sunsilk Academy Fantasia", de origen tailandés pero a la versión singapurés, en la que fue declarada ganadora. En el "Seah", ella también participó en el día nacional de Singapur en el 2013, en un desfile formando parte de una banda femenina llamada, Ricochet, que fue organizado por un concurso musical llamado Sing-A-Nation.
En el 2013, ella grabó en el "Seah", una canción titulada "愛 不要 遺憾", junto con otro cantante del concurso llamado Melvin Sia, en la que interpretaron juntos el tema principal de un telefilme producida en Singapur titulado, "Love Shake" (心動), que protagonizada por Fann Wong, Zheng Geping y entre otras estrellas locales.

## Discografía

### Extended plays
- Wings Of Dreams 梦想的翅膀 (2014)

### Singles
| Año  | Título                   | Álbum                      | Label                  |
| ---- | ------------------------ | -------------------------- | ---------------------- |
| 2014 | Go Local 够Local         | Wings of Dreams 梦想的翅膀 | Ocan Butterflies Music |
| 2014 | Our Class 我们这一班2014 | Wings of Dreams 梦想的翅膀 | Ocan Butterflies Music |